# Володін Павло Ігорович
Павло Ігорович Володін (рос. Павел Игоревич Володин; 19 лютого 1989, м. Уфа, СРСР) — російський хокеїст, захисник. Виступає за «Торос» (Нефтекамськ) у Вищій хокейній лізі. 1-й розряд.
Вихованець хокейної школи «Салават Юлаєв» (Уфа). Виступав за «Салават Юлаєв» (Уфа), «Толпар» (Уфа), «Торос» (Нефтекамськ).
Досягнення
- Чемпіон ВХЛ (2012).